# Wido von Osnabrück
Wido von Osnabrück auch Wicho, Wiho oder Guido (gestorben 1101) war von 1093 bis 1101 Bischof von Osnabrück. Im Streit zwischen Papst und Kaiser stand er auf Seiten Heinrich IV. und hat dazu, bevor er Bischof wurde, eine Streitschrift verfasst.

## Leben
Er war Domherr in Osnabrück und war zuletzt Dompropst. Er verfasste während des Investiturstreits eine Schrift „Liber de controversia inter Hildebrandum et Heinricum imperatorem“ (Über den Streit zwischen Hildebrand d. i. Gregor VII. und Kaiser Heinrich). Diese wurde zwischen 1084 und 1085 im Auftrag von Benno II. von Osnabrück und Liemar von Bremen verfasst. Er rechtfertigt darin die Weihe des Erzbischofs Wibert von Ravenna zum Papst Clemens III. Gleichzeitig wies er die Exkommunikation Heinrichs IV. durch Gregor VII. zurück. Der gesalbte König wird dabei aus der Sphäre der Laien herausgehoben. Diese Schrift ist nur durch einen Auszug aus dem Jahr 1118 überliefert.
Im Jahr 1093 wurde er Bischof von Osnabrück. Als solcher setzte er das Werk seiner Vorgänger fort. Es gelang ihm Besitzungen zu sichern, deren Erwerb diese vorbereitet hatten. Zu seiner Zeit wurde der Dom und die Residenz des Bischofs in Osnabrück durch ein Feuer zerstört. Die Reliquien konnten aber gerettet werden. Er lebte seither auf der Iburg.